# 裸之少年
《裸之少年》（日语：／ Hadaka no Shōnen ）是日本一档综艺节目，由朝日电视台制作并于2001年4月7日至2009年9月26日在朝日电视网播出。这档综艺节目的主持人及主要嘉宾均为小杰尼斯。

## 节目简介
2001年4月7日，《裸之少年》开始播出的时候是在每周六的深夜时段播出。节目最初的形式是围绕身穿睡衣的小杰尼斯们的谈话内容所展开。
2004年1月17日，《裸之少年》被移档至每周六下午5点时段播出，同时节目的形式也增加了有关美食的谈话内容。
每期节目的内容固定由小杰尼斯们和美食七贤人会按照某个主题介绍商店；但是伴随做了几期有关美食的专题节目之后，主题的内容就被固定在“美食”范畴上。

## 演出人员

### 主持人

#### 固定主持人
- 风间俊介
- 生田斗真
- 长谷川纯（日语：長谷川純）
- 东新良和（日语：東新良和）
- 上里亮太
- Musical Academy
- Kis-My-Ft.2
- A.B.C.

#### 非定期主持人
- NEWS
- 关西杰尼斯8
- KAT-TUN
- Hey! Say! JUMP

### 美食七贤人
- 道场六三郎（日语：道場六三郎）
- 岸朝子（日语：岸朝子）
- 服部幸应（日语：服部幸應）
- 陈建一
- 田崎真也（日语：田崎真也）
- 平野令美（日语：平野レミ）
- 土井善晴（日语：土井善晴）

### 嘉宾贤人
- 梅泽富美男（日语：梅沢富美男）
- 佐野实（日语：佐野実）
- 木村祐一（日语：木村祐一）
- 天野博之（日语：天野ひろゆき）
- 神田川俊郎

## 解说人员
- 近石真介（日语：近石真介）
- 羽佐间道夫（日语：羽佐間道夫）
- 田畑祐一（日语：田畑祐一 (アナウンサー)）（佐野实企划专题）

注：偶尔也会由萩野志保子出任解说。此时主要的解说工作由近石真介负责。

## 制作人员
- 策划：KIKO / 须平敦宣
- 摄像：中岛清弥（日语：中島せいや）（OuiOui Studio（日语：ウイウイスタジオ））
- 录像编辑：小林淳二 / 西田和将（Video Pack Nippon（日语：ビデオ・パック・ニッポン））
- 音频师：大形省一（Video Pack Nippon）
- 音效师：竹内阳 / 古谷幸子（东京声音制作（日语：東京サウンドプロダクション））
- 美术设计：森永牧子
- 美术制作：金原典代（朝日电视创意公司（日语：テレビ朝日クリエイト））
- 电脑动画师：福田隆之
- 食物协调：结城摄子
- 计时员：长谷川夏子
- 审稿员：星野敬子
- 助理导演：横田侑子 / 滨田吉识
- 导演：井上淳矢 / 引地夏规 / 松冈信行 / 梶山飞博
- 制片人：粟井淳
- 总监制：清水克也
- 制作协助：杰尼斯事务所
- 制作公司：朝日电视台

## 播送时间
| 播出频道       | 播出时间    | 备注      |
| -------------- | ----------- | --------- |
| 朝日电视台     | 每周六17:00 | 制作方    |
| 青森朝日放送   | 每周二16:30 |           |
| 秋田朝日放送   | 每周六17:00 | 延后4周   |
| 長野朝日放送   | 每周二01:15 | 延后1周   |
| 静冈朝日电视台 | 每周二16:55 | 延后2周   |
| 名古屋电视台   | 每周二10:27 | 延后2周   |
| 朝日放送电视台 | 每周一00:40 | 延后7周   |
| 濑户内海放送   | 每周日00:30 | 延后1周   |
| 爱媛朝日电视台 | 每周二00:55 | 延后3个月 |
| 大分朝日放送   | 每周五16:00 |           |
| 鹿儿岛放送     | 每周二00:40 |           |

- 备注
  - 2008年1月5日，节目播出300集特别节目（16:30－17:55）。即便是在深夜时段播出的联播网台也在同天播出该期内容。
  - 节目开播的时候，北海道电视台也在联播台阵容内；但在半年后，该台退出了联播网。